# Кольская железная дорога

Зелёным цветом схематично показано расположение дороги

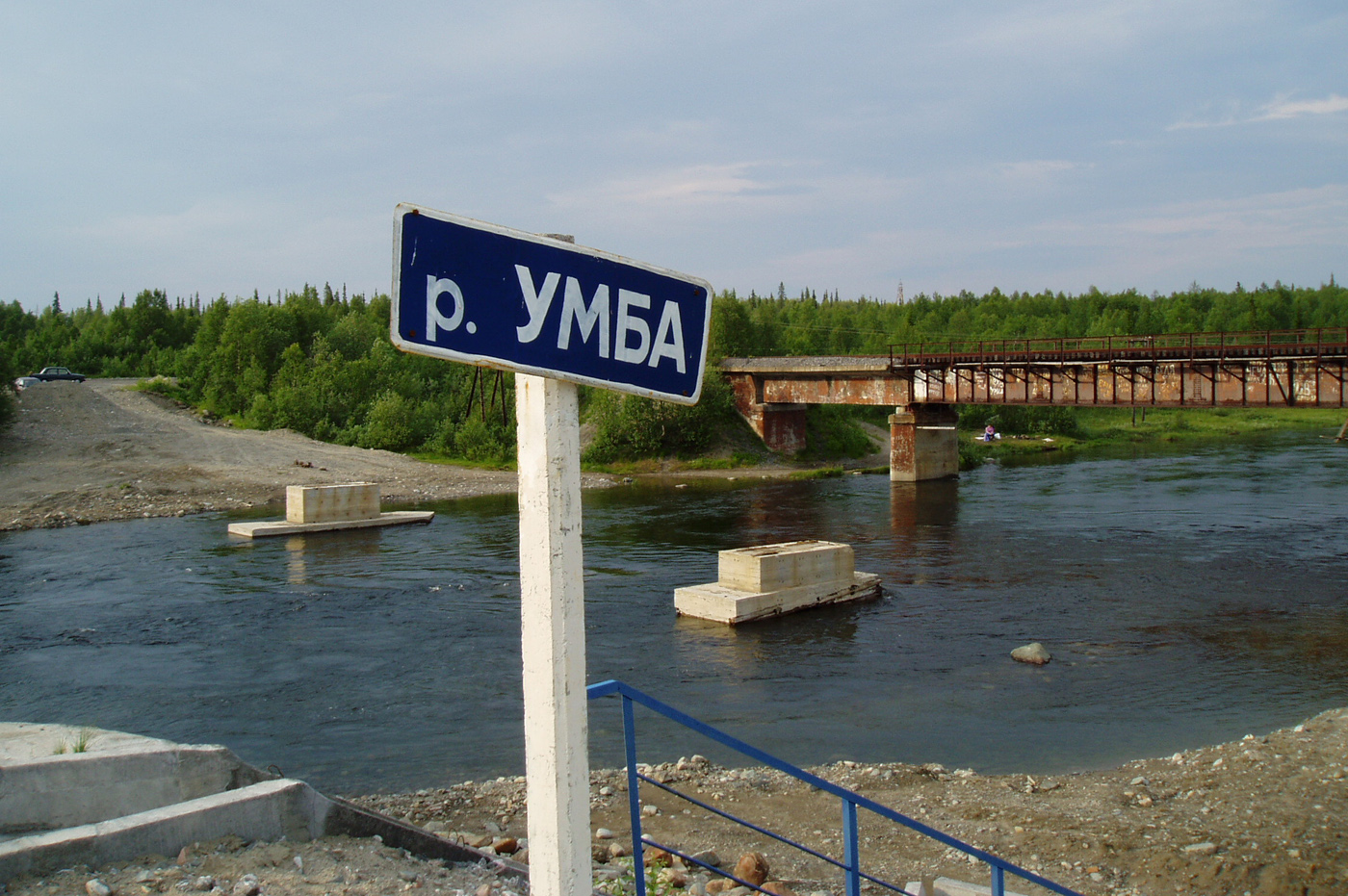
Железнодорожный мост на участке Айкувен — Ловозеро

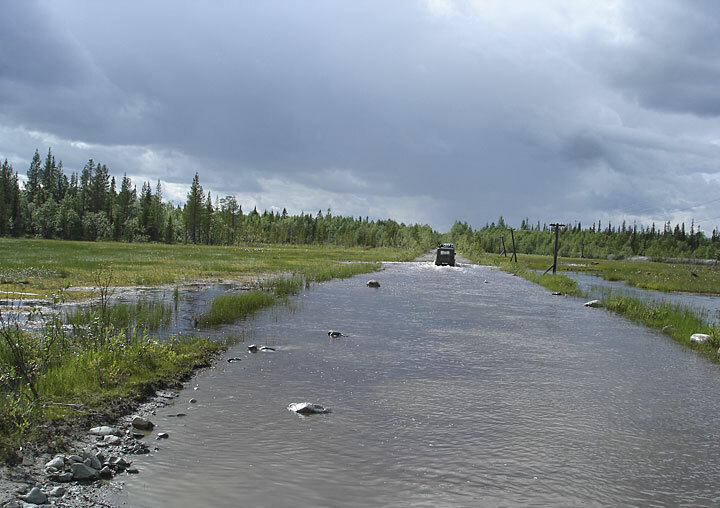
Брошенный участок дороги

Кольская железная дорога — современное неофициальное название строительства № 509. Это недостроенная железная дорога в Мурманской области, одна из строек ГУЛЖДС МВД.

## История
Строительство № 509 началось ещё до Великой Отечественной войны. Были задействованы контингенты близлежащих лагерей, в частности из Гремихи.
Строительство широтной железной дороги через Кольский полуостров было вызвано планами по созданию на его восточном побережье двух баз военно-морского флота. Дополнительные базы ВМФ понадобились в виду опыта Великой Отечественной войны. База Северного флота, полуостров Рыбачий, в течение войны была отрезана от страны и оказалась в состоянии блокады, а Мурманская база подвергалась бомбардировке с воздуха. Для строительства баз и их будущего снабжения прокладывалась дорога Апатиты — Кейвы — Поной протяжённостью около 300 км с ответвлением к бухте Иоканьга. Трасса ж/д Апатиты-Иоканьга пересекает районы месторождения алюминиевых руд. На Кейвской возвышенности находятся разведанные промышленные запасы алюминиевых руд (минерал кианит). В 1951 году пущен алюминиевый завод в Кандалакше. В результате незавершённости строительства этой дороги, Кандалакшский завод работает на сырье из г. Пикалёво, вместо того, чтобы использовать сырьевую базу Кольского полуострова. Параллельно с использованием труда солдат строилась дорога Лесной (ныне Октябрьский) — Лесной (ныне Умба).
Для сооружения дороги в конце 1951 года около станции Титан был создан ИТЛ, в котором содержалось до 4900 заключённых, в дальнейшем распределённых по семи лагерям вдоль трассы (45, 59, 72, 82, 102, 119 и 137 км).
По одним сведениям, за год с небольшим было уложено 110 км рельсов, ещё на 10 км — подготовлена трасса. По другим, к 1952 г. было построено 60 км дороги, ещё на 150 км уложена насыпь, до Иоканьги проложена временная автомобильная дорога и линия связи. После смерти Сталина в марте того же 1953 года строительство дороги, как и десятки крупнейших строек и вводимых объектов СССР, утверждённых Госпланом на 4, 5, 6 пятилетки, было остановлено директивами Совета министров СССР по инициативе и представлению Л. Берия, в течение нескольких месяцев законсервировано, а позже, с конце 1950-х, заброшено.
Отрезок дороги от станции Титан до пункта 45 км используется до сих пор (от него, в частности отходит ветка на Ревду). В посёлке Ревда до 2007 года действовала железнодорожная станция Ловозеро — конечный пункт ведомственной железной дороги от станции Айкувен в окрестностях Кировска. В 2007 году железная дорога была разобрана. Остальные уложенные рельсы были сняты, вероятно, вскоре после прекращения строительства. Железнодорожная насыпь и грунтовая дорога частично сохранялись по крайней мере до середины 1980 годов.